# Віллі Чюрклунд
Па́уль Вільге́льм Чю́рклунд (швед. Paul Wilhelm «Willy» Kyrklund; * 27 лютого 1921, Гельсінкі, Фінляндія — † 27 червня 2009, Упсала, Швеція) — шведськомовний фінський прозаїк, драматург, математик і сходознавець. Лауреат шістнадцяти літературних премій, почесний доктор Упсальського університету.

## Біографія
Віллі народився у шведськомовній сім'ї інженера Ґуннара Чюрклунда та Інґеборґ Гергаммер. 1931 року батькові трапилася хороша робота на целюлозній фабриці, й подружжя з дитиною перебралося до Гарлу, що в Карелії. Будучи старшокласником гельсінського Шведського нормального ліцею, Віллі певний час квартирував у поета, перекладача та знавця старовини Еміля Зілліякуса. Здобув середню освіту в 1938 й почав студіювати естетику та математику в академії Або, а також — юриспруденцію та філософію в Гельсінському університеті.
Навчання перервалося 1940 року, коли Віллі Чюрклунда призвали в армію, де він став служити штабним писарем. Армійські враження на двох фінсько-радянських війнах справили вирішальний вплив на формування творчости молодого письменника. Усвідомивши продажність та егоїзм урядів західноєвропейських країн, він, цілком природно, зацікавився неєвропейськими культурами: вже в середині сорокових років самотужки почав вивчати арабську мову. Несприйняття війни як такої стало ще однією причиною того, що в лютому 1944-го Чюрклунд, діставши позитивну відповідь на заяву про гостьову стипендію від Стокгольмської вищої школи, еміґрував до Швеції (батьки так вчинили ще п'ять років перед тим), причому став її громадянином допіру в 1950-му. Воєнні спогади відображено в оповіданні «Прогноз: негативний», яке 1945 року перемогло на літературному конкурсі шведського видавництва «Олен і Окерлунд». На новому місці він від самого початку жив із платні помічника рахівника в міській землевпорядкувальній конторі (Лідінґе, передмістя Стокгольма) та стипендій за літературну діяльність. Тоді ж він вступив у Стокгольмську вищу школу й слухав лекції з математики, природничих наук і семітських мов. Спеціалізувався ж на арабській мові, вибравши як факультативні китайську та російську. Паралельно вдосконалювався в латині, грецькій, перській і санскриті. У 1953 р. він здобув диплом філолога. 1945-го Віллі Чюрклунд одружився з донькою видатного фінського хіміка Пера Еквалля — Бірґіттою.
Немалу частину 1950-х й 1960-х років Чюрклунд провів у мандрівках. У 1951 р. завдяки подорожній стипендії від видавництва Бонніра він зміг вирушити в довгу дорогу, що простяглася від Марокко вздовж північноафриканського узбережжя до Туреччини, Іраку, Ірану та Індії, й у кожній із цих країн надовго зоставався. У середині п'ятдесятих письменник разом із своєю сім'єю прожив рік на грецькому острові Нісирос, внаслідок чого вийшли у світ дорожні записки під назвою «Егеон» (1957). Після відвідин Ірану з'явилася книжка «До Таббаса», у якій оригінальні спостереження місцевого життя переплітаються з проникливими роздумами на теми суфійської поезії.
Наприкінці цього ж десятиліття він у стокгольмській Вищій технічній школі успішно складав програми для другої з ліку шведської електронно-обчислювальної машини БЕСК, яка на той час вирізнялася швидкодією серед інших у світі. Загалом кажучи, усім його творам притаманна, так би мовити, математичність, особливо збірці «Вісім одмін». Критики порівняли його оповідання «Кіт» із квантовою механікою. Сам Чюрклунд охоче характеризував свої книжки як «брошури» й «памфлети», а в інтерв'ю для журналу «90-ті» назвав свої оповідання й повісті моделями думок.
1982 року він одружився вдруге — з Каріною Кеббон, а на 89-му році життя помер, зі слів дочки Ніни, тихо й умиротворено.
2 червня 1995 року Кірклунд отримав почесний доктор з факультету гуманітарних наук в Університеті Уппсала, Швеція. У 2001 році він виграв Північну премію Шведської академії, відомий як «Маленький Нобелів».

## Творчість
Якщо спробувати однією фразою охопити всю літературну спадщину Віллі Чюрклунда, то тут найкраще підійшла б сентенція, з якої починається «Вчитель Ма»: «Шукаю запитання, відповіддю на яке стало б життя людини». В багатьох творах червоною ниткою проходить тема безсилля людини перед оточенням, суперечності між вимріяним злетом і вимушеною ницістю, розриву між мрією й дійсністю.
1948 року Чюрклунд дебютував збіркою оповідань «Паровий коток», позначеною впливом модернізму. Структура розповіді прикрита, на перший погляд, надто вже строкатою символікою, але такий засіб допомагає краще сприймати своєрідну сюрреалістичну суміш гіркої іронії, позірного примирення з абсурдною дійсністю й відчуження. Та тільки, на відміну від суто сюрреалістичних творів, ця химерність цілком усвідомлена й прояснена.
До цього ж періоду творчости належить повість «Один у двох особах» (1949). Тут їдка критика бюрократичного й конформістського сьогодення поєднується з філософськими роздумами та не позбавленими пафосу відступами. Характерною рисою є цілковите нехтування законів жанру й стилістичні експерименти з текстом.
Успіхом стала повість «Соланж» (1951), чи не найпопулярніша з усього доробку, про молоду жінку, яка в умовах сірої дійсности боролася за мрію й кохання. Коротко і влучно звучить епіграф твору — уривок із вірша Карін Боє:
| Куди поділися придушені пісні? Де прагнення, нездійснені, забуті? Лежать вони, поховані в багні, Їх в завиваннях вітру чути… |

Завдяки студіям східних мов і культур вийшов у світ «Вчитель Ма» (1953). Його жанр важко окреслити. Річ побудована на цитатах із писань мислителя Ма Фуцзи й коментарями його приземленої дружини Яо Сяоюй та сухого буквоїда — учня Лі. Це своєрідна пародія на так звані вчені теологічні диспути, присмачена осмішеною й виверненою навиворіт філософією Конфуція. В особі самого вчителя протиставляється велич лету мислі й нікчемність, жалюгідність повсякденних діянь. Безсилий мудрець очищується допіру наприкінці свого життєвого шляху. У творі проведено кілька історичних ліній. Ось одна з них, викладена вустами Яо Сяоюй:
| «Я відвідала щорічне свято люду глинобитних хат і солом'яних стріх. Кажуть, перш ніж стати злодіями й пожирачами покидьків, ці люди вільно жили в долині Сісюнфу. Однак їх підкорила збройна навала чужинців, які й заснували це місто. Кажуть, колись предки нинішніх злодіїв і пожирачів покидьків мали своїх князів, мали свою власну державу. А тепер уже ніхто не пам'ятає, хто був князем, а хто підданим. Своє свято люд відбуває без освітлення, бо нíчим світити, i без празникових страв, бо нíчого їсти. Галасуючи, юнаки гасають по вулицях, вбігають в оселі й кричать: „Радуйтеся! Радуйтеся! Пропала остання надія!“ Ніхто не знає, чому вони вигукують ці слова; можна хіба ствердити, що так уже повелося». |

Те, що Чюрклунд добре орієнтувався у візантійській та близькосхідній культурі, відчувається в збірках «Смерть горностая» (1954) й «Перестарався коханець» (1957).
1964 року Віллі Чюрклунд видав найбільш дискутовану річ — «Перелицьований Поліфем». Це збірка начебто зовсім окремішніх коротких прозових творів, а однак у них є спільна істотна риса: кожну з цих складових можна вважати виразом погляду письменника на мову. Автор використовує як автентичні, так і придумані грецькі міфи, різноманітні оповідки та народні легенди, щоб ствердити найважливіше: засобів мови замало, щоб передати те, що найглибше залягло й найгірше болить, а людське «я» — це не що інше, як безвладне полотно для проектування безлічі образів, обтяжених так званою культурою.
У «Справжньому почутті» (1974) розглянуто правила, які визначають цю нібито справжність, і в оповідній формі наведено приклад «хибних почуттів», які з соціального погляду вважаються надмірними, невмотивованими, а то й шкідливими. Тут ще відчувається залюбленість у перську й арабську культуру, але вже після поїздки до Пакистану наприкінці сімдесятих автор вирішив символічно відійти від орієнталістики. У той час посилився тиск фундаменталізму, а Чюрклунд зі своєю органічною неприязню до войовничого офіціозу й до утисків не міг із таким примиритися.
У творі есеїстичного типу «Про доброту» (1988) подано у трагікомічному освітленні сутність людини як біологічної істоти, моральність якої залежить від потреби виживання. «Елпенор» (1986) — це спроба перелицювати «Одіссею», показавши події з погляду простого веслувальника Елпенора.
Чюрклунд писав також п'єси, які згодом інсценізовано, зокрема, в Королівському драматичному театрі й перероблено для радіопередач. Варті уваги такі речі, як своєрідний коментар до Евріпіда «Медея з Мбонґо» (1967), «Боги і люди» (1977) та «Зеб-уніса» (1978), яку вважають останньою з орієнталістського циклу творчості Віллі Чюрклунда.

## Твори

### Збірки оповідань
- Ångvälten (1948) — «Паровий коток»
- Hermelinens död (1954) — «Смерть горностая»
- Den överdrivne älskaren (1957) — «Перестарався коханець»

### Повісті та інша проза
- Tvåsam (1949) — «Один у двох особах»
- Solange (1951) — «Соланж»
- Mästaren Ma (1953) — «Вчитель Ма»
- Aigaion (reseskildring) (1957) — «Егеон»
- Till Tabbas (reseskildring) (1959) — «До Таббаса»
- Polyfem förvandlad (1964) — «Перелицьований Поліфем»
- Den rätta känslan (1974) — «Справжнє почуття»
- Gudar och människor: en myt (1978) — «Боги і люди: міф»
- Zéb-unnisa: en anekdot (1978) — «Зеб-унісса: оповідка»
- 8 variationer (1982) — «Вісім одмін»
- Elpёnor (1986) — «Елпенор»
- Om godheten (1988) — «Про доброту»
- Språket som artefakt (1992) — «Мова як артефакт»

### П'єси
- Vinkruset (1946) — «Келих»
- Komedi för narr och ensemble (1950) — «Комедія для блазня з ансамблем»
- Från Bröllopet till Medea. Tre pjäser (1967) — «Від „Весілля“ до „Медеї“. Три п'єси»

### Вибране
- Prosa (1995) — «Проза»
- Berättelser, dramatik: Anföranden, artiklar (1996) — «Оповідання, драматургія: виступи, статті»

## Переклади іншими мовами
Твори Чюрклунда перекладено тринадцятьма мовами — англійською, грецькою, данською, естонською, нідерландською, німецькою, норвезькою, перською, російською, українською, фінською, французькою, чеською. Українською видано:
- Віллі Чюрклунд. «Соланж». — Тернопіль, Видавництво «Крок», 2014, 68 стор. ISBN 978-617-692-203-2. Переклав Олег Король
- Віллі Чюрклунд. «Паровий коток» (складається із трьох збірок оповідань: «Паровий коток», «Смерть горностая» і «Перестарався коханець»). — Тернопіль, Видавництво «Крок», 2015, 236 стор. Переклав Олег Король
- Віллі Чюрклунд. «Вчитель Ма». Є в електронному варіанті. Переклав Олег Король

## Відзнаки
- 1951 — Літературна премія газети «Свенска даґбладет»
- 1956 — Стипендія Книжкової лотереї
- 1959 — Літературна премія газети «Афтонбладет»
- 1964 — Евралідська премія
- 1965 — Велика премія «Товариства Дев'яти»
- 1967 — Премія Сіґне Екблад-Ельд
- 1967 — Літературна премія газети «Ми»
- 1981 — Велика заохочувальна літературна премія
- 1984 — Премія Сіґне Екблад-Ельд
- 1986 — Літературна премія мережі книготоргівлі Лундеквіста
- 1989 — Премія Ґерарда Бонніра (заснована японською фірмою «Pilot Corporation»)
- 1990 — Пілотська премія (заснована японською фірмою «Pilot Corporation»)
- 1991 — Премія Теґнера
- 1994 — Звання почесного доктора Упсальського університету
- 1997 — Премія «Аніара»
- 1999 — Премія «Litteris et Artibus»
- 2001 — Скандинавська премія Шведської академії
- 2001 — Медаль «За заслуги» Шведського фольктинґу Фінляндії